# Juan Paradell Solé
Juan Paradell Solé (Igualada, 6 marzo 1956) è un organista catalano. 
È Organista  titolare emerito della Cappella Musicale Pontificia "Sistina" in Vaticano. 

## Biografia
Si avvicina da giovanissimo alla musica e al canto gregoriano studiando con il gregorianista Padre Albert Foix e partecipando al coro dei Pueri cantores; in seguito si dedica allo studio dell'organo con il Maestro Montserrat Torrent presso il Conservatorio Superiore Municipale di Barcellona. Contemporaneamente studia anche Direzione Corale e Pedagogia musicale a Lleida con i Maestri Leopold Massó ed Erwin List. Nel 1973 si trasferisce a Roma, dove completa la formazione con monsignor Valentino Miserachs Grau, diplomandosi in Organo e Composizione organistica nel 1981 presso il Conservatorio Santa Cecilia.  Dopo il diploma si è perfezionato in Germania sotto la guida del prof. Günther Kaunzinger. Dal 1981 svolge un'intensa attività concertistica sia come solista, sia con prestigiose formazioni orchestrali in quasi tutti i paesi europei, Russia, Siria e Sud America.
Dal 1989 al 2012 è stato Primo Organista titolare della Basilica di Santa Maria Maggiore in Roma, nella quale torna a ricoprire il ruolo nel 2022. Titolare della cattedra di Organo Complementare e Canto Gregoriano presso il Conservatorio Statale di Musica di Benevento, nel maggio del 1994 tiene un corso sull'accompagnamento del Canto Gregoriano presso il Real Conservatorio Superior de Musica di Madrid.
È presidente e direttore artistico dell'Accademia Romana "Cesar Franck" e del Festival Internacional d'Orgue d'Igualada.

Il suo repertorio comprende musica di autori classici fino ai contemporanei, in particolare francesi e spagnoli.

## Registrazioni
Juan Paradell Solé ha registrato per varie emittenti radiofoniche italiane e straniere, come Radio Vaticana, RAIradio3, Rai 3, e per TVI in Spagna.
- Dal 2001, incide per la rivista trimestrale Armonia di Voci della L.D.C., con l'ottetto vocale del P.I.M.S. ed I Polifonisti Romani diretti da Mons. Valentino Miserachs.
- Con il Coro I Polifonisti Romani ha inciso due CD con musiche di Lorenzo Perosi e Valentino Miserachs. (SARX records ANG 97046-2) (Musica Inedita 1996).
- Festival Internazionale Storici Organi della Valsesia (CD C0130 Ed. Musicali III Millennio).
- Famous Composers for Rome, Ed. Fonoteca (FT 990701 Crispoli).
- Il Verbo si è fatto carne (Messa di Natale per Schola e Assemblea del M. Valentino Miserachs), (Ed. Paoline PCD-048).

## Pubblicazioni
- Accompagnamento di 17 Canti Gregoriani per la pubblicazione Celebriamo cantando i Misteri della Salvezza, Edizioni Carrara.